# NGC 2764
NGC 2764 je galaksija u zviježđu Raku.

## Vanjske poveznice
- SEDS: NGC 2764